# Membri ai Academiei Române - D
Aceasta este o listă a tuturor membrilor Academiei Române ale căror nume încep cu litera D, începând cu anul înființării Academiei Române (1866) până în prezent.
- Constantin Daicoviciu (1898 - 1973), istoric, arheolog, membru titular (1955)
- Dimitrie Dan (1856 - 1927), folclorist, istoric, membru corespondent (1904)
- Leon Silviu Daniello (1898 - 1970), medic, membru corespondent (1965)
- Daniel Danielopolu (1884 - 1955), fiziolog, clinician, farmacolog, membru de onoare (1938)
- Dan Dascălu (n. 1942), inginer, membru titular (1993)
- Nicolae Dașcovici (1888 - 1969), jurist, istoric, publicist, membru corespondent (1948)
- Mihail D. David (1886 - 1954), geograf, geolog, membru corespondent (1935)
- David Davidescu (1916 - 2004), inginer agronom, membru titular (1990)
- Daniel Dăianu (n. 1952), economist, membru corespondent (2001)
- Leon Dănăilă (n. 1933), medic, membru titular (2004)
- Negoiță Dănăilă (1878 - 1953), chimist, membru de onoare (1939)
- Sorin Dăscălescu (n. 1964), matematician,  membru corespondent (2021)
- Barbu Ștefănescu Delavrancea (1858 - 1918), dramaturg, scriitor, membru titular (1912)
- Crișan Demetrescu (n. 1940), fizician, membru corespondent (2006)
- Gheorghe Demetrescu (1885 - 1969), astronom, seismolog, membru titular (1955)
- Anghel Demetriescu (1847 - 1903), teoretician, critic literar, membru corespondent (1902)
- Ovid Densușianu (1873 - 1938), filolog, lingvist, folclorist, istoric, literar, membru titular (1918)
- Aron Densușianu (1837 - 1900), istoric literar, poet, folclorist, membru corespondent (1877)
- Nicolae Densușianu (1846 - 1911), istoric, folclorist, membru corespondent (1880)
- Emanuel Diaconescu (1944 - 2011), inginer, membru corespondent (1990)
- Alexandru Dima (1905 - 1979), critic, istoric literar, membru corespondent (1963)
- Gheorghe Dima (1847 - 1925), compozitor, dirijor, membru de onoare (1919)
- Teodor Dima (1939 - 2019), filosof, logician, membru corespondent (1996)
- Radu Alexandru Dimitrescu (1926 - 2013), geolog, membru titular (1996)
- Ambrosiu Dimitrovici (1838 - 1866), publicist, membru fondator (1866)
- Paul Gh. Dimo (1905 - 1990), inginer, membru titular (1990)
- Constantin N. Dinculescu (1898 - 1990), inginer, membru titular (1990)
- Gabriela Pană Dindelegan (n. 1942), lingvistă, membru corespondent (2004)
- Mircea Djuvara (1886 - 1945), filosof, jurist, membru corespondent (1936)
- Dumitru Dobrescu (n. 1927), farmacolog, membru corespondent (1992)
- Emilian Dobrescu (n. 1933), economist, membru titular (1990)
- Nicolae Dobrescu (1874 - 1914), istoric, membru corespondent (1911)
- Constantin Dobrogeanu-Gherea (1855 - 1920), critic, teoretician literar, ales post-mortem (1948)
- Nicolae Docan (1874 - 1933), istoric, membru corespondent (1915)
- Ion Dogaru (1935 - 2018), jurist, membru corespondent (2001)
- Octav Doicescu (1902 - 1981), arhitect, membru titular (1974)
- Ștefan Augustin Doinaș (1922 - 2002), scriitor, membru titular (1992)
- Vintilă Dongoroz (1893 - 1983), jurist, membru corespondent (1948)
- Nicolae N. Donici (1874 - 1956), astronom, membru de onoare (1922)
- Toma Dordea (1921 - 2015), inginer, membru titular (1994)
- Maria Dorobanțu (n. 1951), medic, membru corespondent (2021)
- Silviu Dragomir (1888 - 1962), istoric, om politic, membru titular (1928)
- Mihail Dragomirescu (1868 - 1942), estetician, critic literar, membru de onoare (1938)
- Lazăr Dragoș (1930 - 2009), matematician, membru titular (1992)
- Gleb Drăgan (1920 - 2014), inginer, membru titular (2004)
- Nicolae Drăganu (1884 - 1939), filolog, lingvist, lexicograf, istoric literar, membru titular (1939)
- Mihai Corneliu Drăgănescu (1929 - 2010), inginer, membru titular (1990)
- Matei Drăghiceanu (1844 - 1939), inginer, geolog, membru de onoare (1933)
- Virgil N. Drăghiceanu (1879 - 1964), istoric, membru corespondent (1926)
- Sabin V. Drăgoi (1894 - 1968), compozitor, folclorist, membru corespondent (1955)
- Coriolan Drăgulescu (1907 - 1977), chimist, membru titular (1963)
- Constantin Drâmbă (1907 - 1997), astronom, matematician, membru titular (1990)
- Ioan Dumitrache (n. 1940), inginer energetician, membru corespondent (2003)
- Dumitru Dumitrescu (1904 - 1984), inginer, membru titular (1963)
- Geo (Gheorghe) V. Dumitrescu (1920 - 2004), scriitor, membru corespondent (1993)
- Ioan Silaghi Dumitrescu (1950 - 2009), chimist, membru corespondent (2006)
- Sorin Dumitrescu (n. 1946), pictor, membru corespondent (2006)
- Zoe Dumitrescu-Bușulenga (1920- 2006), filolog, membru titular (1990)
- Alphonse Dupront (1905 - 1990), istoric, membru post-mortem (2006)